# Ole Bischof
Ole Bischof (Reutlingen, 27 de agosto de 1979) es un deportista alemán que compite en judo.
Participó en dos Juegos Olímpicos, obteniendo una medalla en cada edición, oro en Pekín 2008 y plata en Londres 2012, de ambas en la categoría de –81 kg. Ganó una medalla de bronce en el Campeonato Mundial de Judo de 2009 y tres medallas en el Campeonato Europeo de Judo entre los años 2004 y 2011.

## Palmarés internacional
| Juegos Olímpicos   | Juegos Olímpicos        | Juegos Olímpicos  | Juegos Olímpicos |
| Año                | Lugar                   | Medalla           | Categoría        |
| ------------------ | ----------------------- | ----------------- | ---------------- |
| 2008               | Pekín (China)           | Medalla de oro    | –81 kg           |
| 2012               | Londres (Reino Unido)   | Medalla de plata  | –81 kg           |
| Campeonato Mundial |                         |                   |                  |
| Año                | Lugar                   | Medalla           | Categoría        |
| 2009               | Róterdam (Países Bajos) | Medalla de bronce | –81 kg           |
| Campeonato Europeo |                         |                   |                  |
| Año                | Lugar                   | Medalla           | Categoría        |
| 2004               | Bucarest (Rumania)      | Medalla de plata  | –81 kg           |
| 2005               | Róterdam (Países Bajos) | Medalla de oro    | –81 kg           |
| 2011               | Estambul (Turquía)      | Medalla de bronce | –81 kg           |